# Mémoires d'espoir
Les Mémoires d'espoir sont des mémoires inachevés de Charles de Gaulle, faisant suite aux Mémoires de guerre. Parus en 1970 et 1971, ils couvrent la période de sa présidence de la République (1959-1969).

## Genèse
La documentation est réunie par Pierre Louis Blanc à la demande de de Gaulle.
De Gaulle rédige principalement ces mémoires à La Boisserie, à Colombey-les-Deux-Églises. Les mémoires devaient être publiés en trois tomes, mais le troisième, Le Terme, est inachevé à la mort de l'auteur.

## Résumé
Ces mémoires sont essentiellement en deux tomes : Le Renouveau, 1958-1962 et L'Effort, 1962, le troisième tome étant inachevé.

La guerre d'Algérie et les prises de décision au plus haut niveau de l’État y sont traités. Le récit qu'il fait de ses années en tant que Président de la République détaille notamment l'avènement des institutions de la Cinquième République. Charles de Gaulle y défend notamment l'idée que l'État doit préserver l'identité de la France à travers les âges :
« Aussi l’État, qui répond de la France, est-il en charge, à la fois, de son héritage d’hier, de ses intérêts d’aujourd’hui et de ses espoirs de demain. »
Ainsi justifie-t-il sa décision de doter ce même État de nouvelles institutions :
« Vais-je saisir l’occasion historique que m’offre la déconfiture des partis pour doter l’État d’institutions qui lui rendent, sous une forme appropriée aux temps modernes, la stabilité et la continuité dont il est privé depuis cent soixante-neuf ans ? […] En dépit des difficultés que je rencontre en moi-même, […] malgré la résistance que les États étrangers opposeront à la puissance renaissante de la France, je vais, pour la servir, personnifier cette grande ambition nationale »

## Éditions
- Charles de Gaulle, Mémoires d'espoir : 1, Le Renouveau, 1958-1962, Paris, Plon, 1970, 317 p., 21 cm (BNF 35283670)Édition originale en grand format.
- Charles de Gaulle, Mémoires d'espoir : 2, L'Effort, 1962-, Paris, éd. Plon, 1971, 224 p., Édition originale en grand format. (BNF 35283671)
- Charles de Gaulle, Mémoires d'espoir, Paris, Librairie générale française, coll. « Le Livre de poche » (no 3478-3479), 1972, 378-147 p., 17 cm (BNF 35111250)Première édition originale au format de poche, en deux volumes, catalogués ensemble.